# Renato Castellani
Renato Castellani (Varigotti, 4 settembre 1913 – Roma, 28 dicembre 1985) è stato un regista e sceneggiatore italiano, tra i più dotati fautori del neorealismo.

## Biografia
Figlio di un rappresentante della Kodak, nacque a Varigotti, frazione all'epoca di Final Pia, divenuto nel 1927 Finale Ligure in provincia di Savona, dove la madre era rientrata dall'Argentina per far nascere il figlio in Italia. Trascorse l'infanzia in Argentina a Rosario di Santa Fe. Dopo 12 anni, ritornò in Liguria e riprese gli studi a Genova. Si trasferì a Milano, dove si laureò al Politecnico in architettura e, quindi, a Roma. A Milano conobbe Livio Castiglioni e insieme misero in onda, per L'ora radiofonica del GUF, La fontana malata di Aldo Palazzeschi, sperimentando la nuova tecnica del suonomontaggio in radio.
Iniziò a collaborare nel 1936 come consulente militare per Il grande appello, un film di Mario Camerini. Scrisse critiche cinematografiche e lavorò - come sceneggiatore o aiuto regista - con nomi importanti del cinema italiano del tempo, quali Augusto Genina, con cui firmò la sceneggiatura di Castelli in aria (1939), Mario Soldati, di cui fu aiuto regista sul set di Malombra (1942), Alessandro Blasetti con il quale firmò le sceneggiature di importanti pellicole quali Un'avventura di Salvator Rosa (1940), La corona di ferro (1941), 4 passi fra le nuvole (1942) e Camillo Mastrocinque, con la sceneggiatura di L'orologio a cucù (1938).
La sua prima regia è del 1942, Un colpo di pistola, tratto da un racconto di Aleksandr Puskin, alla sceneggiatura del quale partecipò anche Alberto Moravia, con Fosco Giachetti e Assia Noris. Questo film e il successivo Zazà (1942) si inscrivono nel filone calligrafico.

### Il neorealismo
Con Sotto il sole di Roma (1948), È primavera (1950), girati prevalentemente in esterni e con attori non professionisti "presi dalla strada", e soprattutto Due soldi di speranza (1952), la critica cinematografica italiana gli attribuisce il titolo di regista capostipite del neorealismo rosa, genere considerato negativamente come parabola discendente e popolaresca del neorealismo, ma che avrà successo di pubblico.
Con Due soldi di speranza vinse il Grand Prix ex aequo al Festival di Cannes 1952. Con Giulietta e Romeo vinse il Leone d'Oro al Festival di Venezia 1954.
Dopo qualche altro film significativo come I sogni nel cassetto (1957) e Il brigante (1961), Castellani si dedicò soprattutto a biografie televisive a puntate, di largo seguito, come La vita di Leonardo da Vinci (1971) e Verdi (1982).

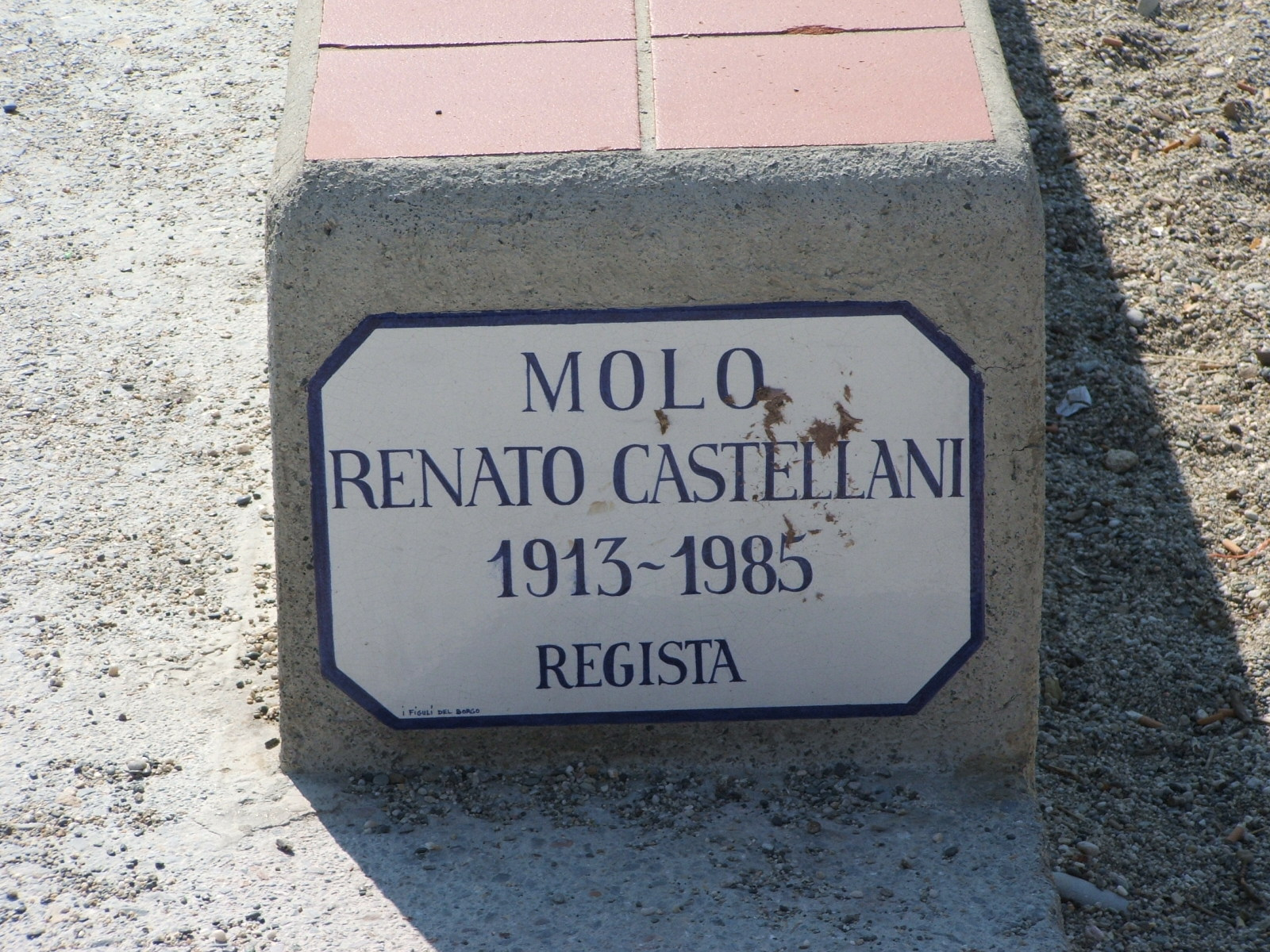
Il molo intitolato a Renato Castellani, a Varigotti, suo borgo natale
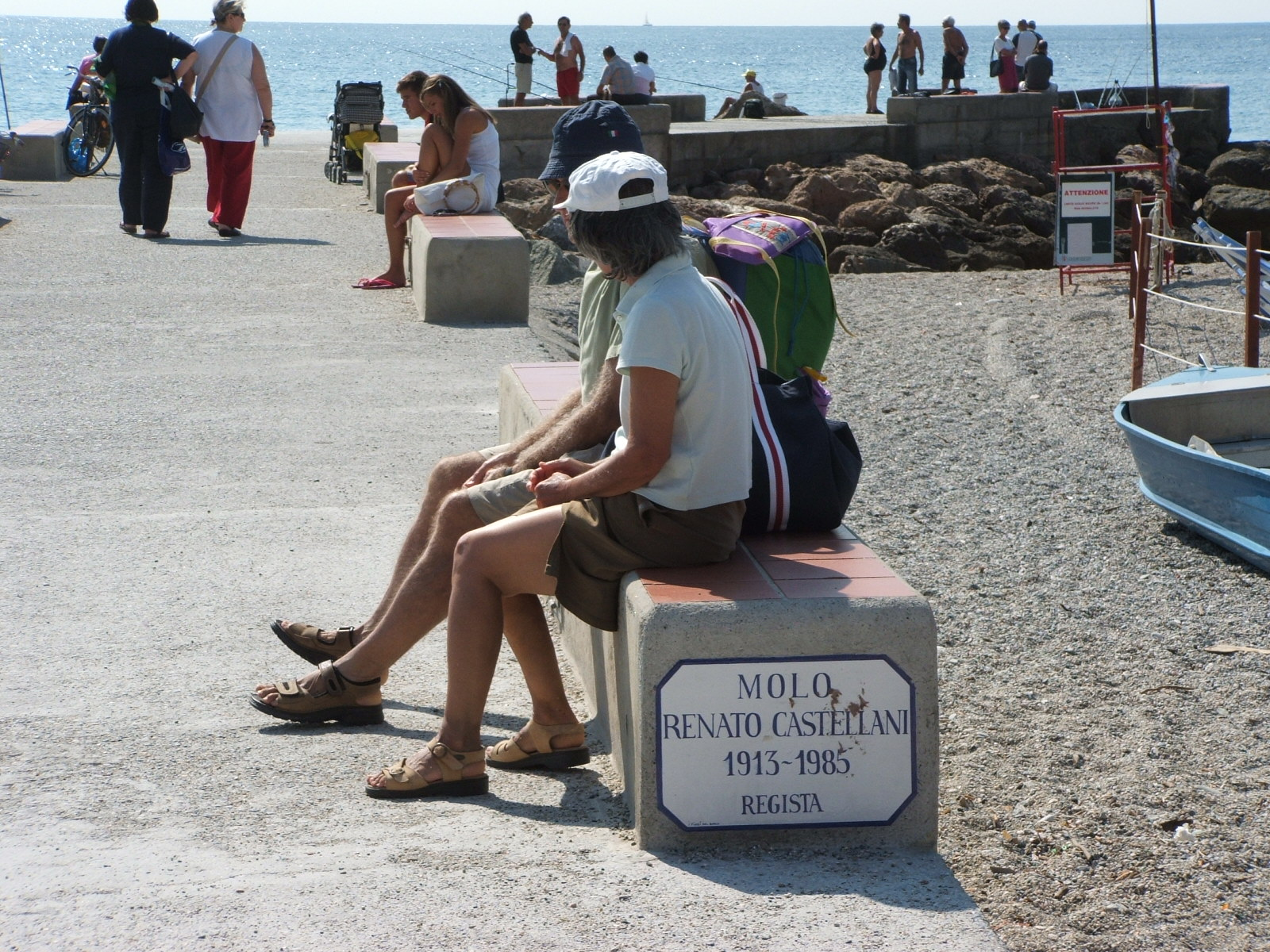
Il molo Castellani a Varigotti

## Archivio
L’archivio personale di Renato Castellani è conservato a Torino presso l’Archivio Storico del Museo Nazionale del Cinema.

## Filmografia

### Regista

#### Cinema
- Un colpo di pistola (1942)
- La donna della montagna (1944)
- Zazà (1944)
- Mio figlio professore (1946)
- Sotto il sole di Roma (1948)
- È primavera (1950)
- Due soldi di speranza (1951)
- Giulietta e Romeo (1954)
- I sogni nel cassetto (1957)
- Nella città l'inferno (1959)
- Il brigante (1961)
- Mare matto (1963)
- Una donna d'affari, episodio di Controsesso (1964)
- La vedova, episodio di Tre notti d'amore (1964)
- Questi fantasmi (1967)
- Una breve stagione (1969)

#### Televisione
- La vita di Leonardo da Vinci, sceneggiato televisivo (1971)
- Il furto della Gioconda, sceneggiato televisivo (1978)
- Verdi, sceneggiato televisivo (1982)

### Sceneggiatore
- La signora di Montecarlo - versione italiana, regia di Mario Soldati (1938)
- Un'avventura di Salvator Rosa, regia di Alessandro Blasetti (1939)
- Quartieri alti, regia di Mario Soldati (1945)
- Malìa, regia di Giuseppe Amato (1946)
- Romanticismo, regia di Clemente Fracassi (1951)
- Resurrezione (Auferstehung), regia di Rolf Hansen (1958)
- Matrimonio all'italiana, regia di Vittorio De Sica (1964)
- L'arcangelo, regia di Giorgio Capitani (1969)

## Teatro
- Spirito allegro, di Noël Coward, Roma, Teatro delle Arti, dicembre 1945